# Befőzés

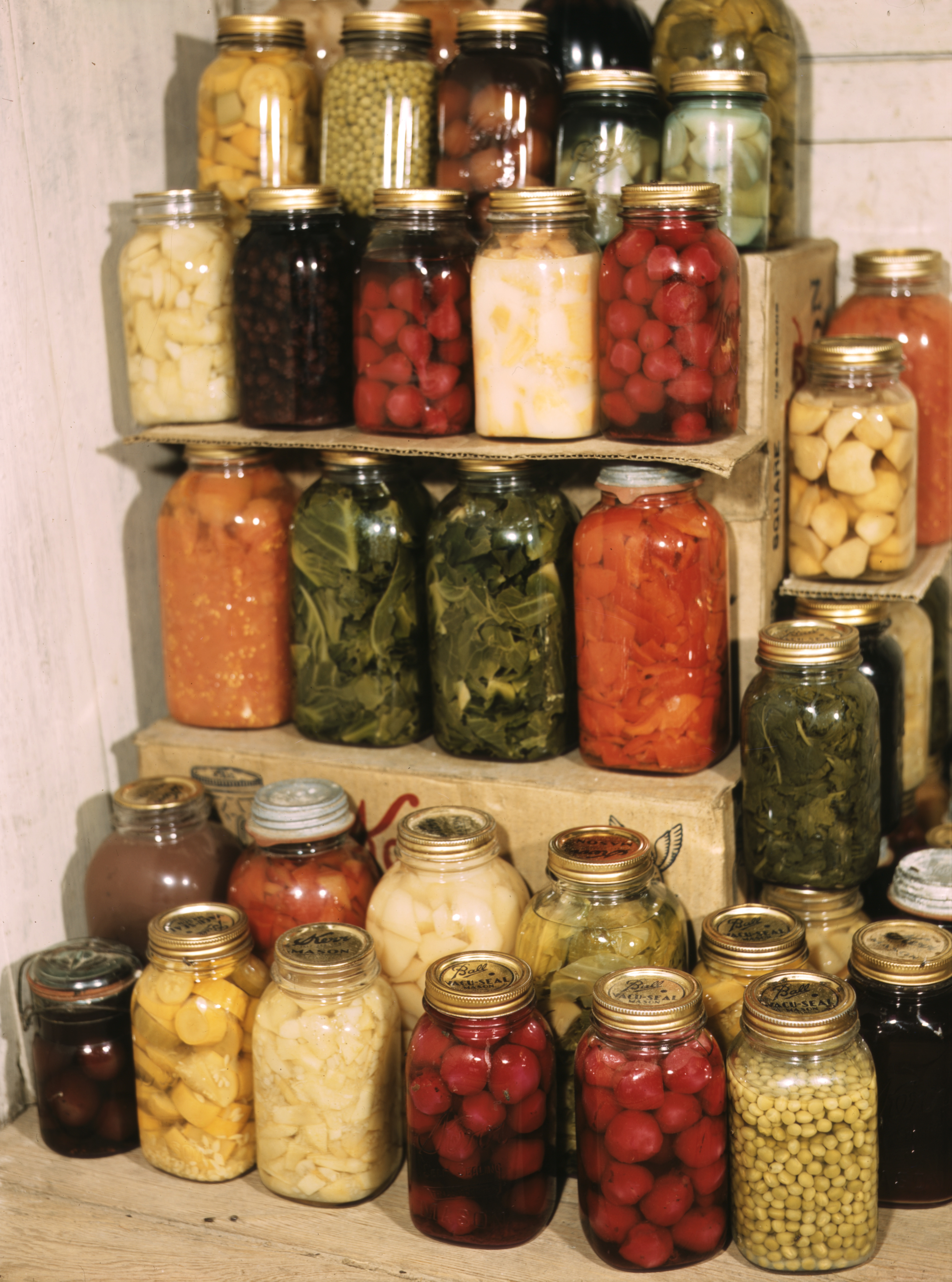
Házilag tartósított élelmiszerek

A befőzés (a hétköznapi nyelvben a befőzni, eltenni, elrakni kifejezéseket egyaránt használják) gyümölcsök és zöldségek házilagos tartósítása hőkezelés és légmentes zárás segítségével. A befőtteket erre a célra gyártott, vastag falú, hőálló befőttesüvegekben készítik, melyek szája menetes fedővel légmentesen zárható. 
A befőzés az élelmiszer tekintetében önellátó paraszti gazdaságokban fontos szerepet játszott az aszalás, füstölés, savanyítás és sózás mellett. Magyarországon az első világháború előtt a cukor nélküli befőzés volt a jellemző. A legáltalánosabban előforduló „termék”  a szilvalekvár volt, amelyet rézüstben, cukor nélkül 12–24 óra hosszat főztek, majd az elkészült szilvalekvárt cserépedényekbe töltötték.

## További információ
- befozes.lap.hu